# Peucetia virescens
Peucetia virescens är en spindelart som först beskrevs av O. Pickard-Cambridge 1872.  Peucetia virescens ingår i släktet Peucetia och familjen lospindlar. Inga underarter finns listade i Catalogue of Life.